# Theodor Liesching

Theodor Liesching

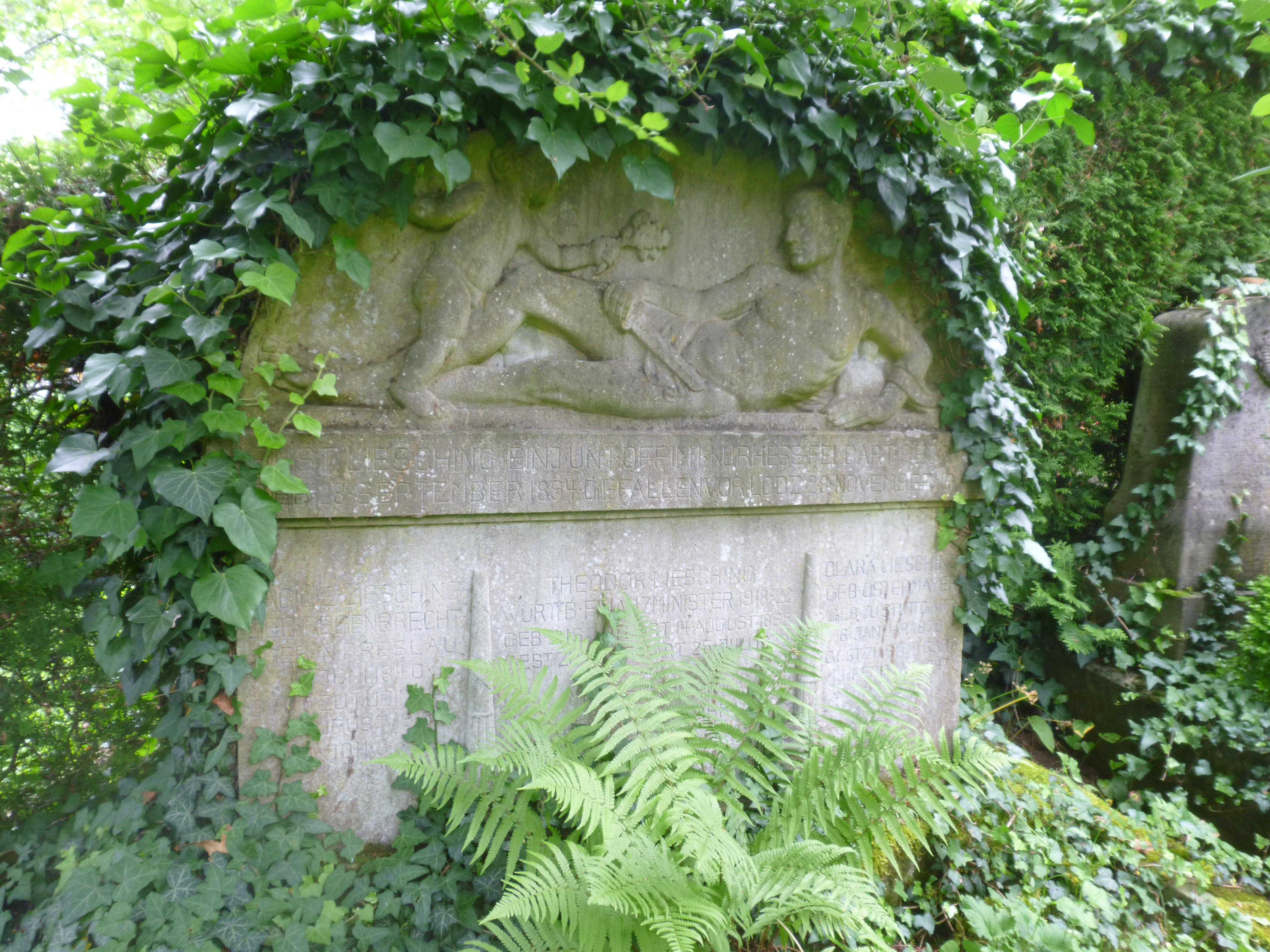
Grab auf dem Stadtfriedhof Tübingen

Theodor Gottfried Liesching (* 14. August 1865 in Stuttgart; † 25. Juli 1922 in Böblingen) war ein deutscher Jurist und Politiker.

## Leben
Er war der Sohn des Verlagsbuchhändlers Hermann Theodor Liesching (1821–1871) und der Caecilie Susanne Luise Regenbrecht (1840–1915) und gehörte der evangelischen Kirche an. Nach dem Besuch des Gymnasiums in Stuttgart studierte er Jura in Tübingen und Breslau. In Tübingen wurde er Mitglied der Turnerschaft Hohenstaufia (heute im CC). In den Jahren 1890 bis 1891 war Liesching Rechtsanwalt in Stuttgart und danach von 1891 bis 1917 in Tübingen. Von 1917 bis 1918 fungierte er als Oberregierungsrat bei der württembergischen Gesandtschaft in Berlin.

## Politik
Von 1901 bis 1918 versah er ein Abgeordnetenmandat in der Zweiten Kammer des württembergischen Landtags. Von 1912 bis 1918 gehörte er auch dem Reichstag an. Im Reichstag vertrat er den Wahlkreis Württemberg 8 (Freudenstadt, Horb, Oberndorf, Sulz). Liesching wurde 1912 als gemeinsamer Kandidat der Nationalliberalen und der Fortschrittlichen Volkspartei nominiert. In der Stichwahl setzte er sich mit Hilfe der Sozialdemokraten gegen den konservativen Kandidaten durch.
Vom 7. bis 9. November 1918 war Liesching letzter königlich württembergischer Ministerpräsident (Präsident des Staatsministeriums) sowie Außen- und Justizminister. Als Mitglied der Fortschrittlichen Volkspartei (der sich die württembergische Volkspartei 1910 angeschlossen hatte) wirkte er Ende 1918 an der Gründung der DDP mit.
Vom 10. November 1918 bis 20. Februar 1922 arbeitete er als württembergischer Finanzminister in den Kabinetten von Blos und Hieber. Von 1919 bis 1920 gehörte er als Abgeordneter der Württembergischen Verfassunggebenden Landesversammlung und 1920 bis 1922 dem Württembergischen Landtag an. Er starb 1922 an einem langjährigen Lungenleiden.

## Publikationen
- Zur Geschichte der württembergische Verfassungsreform im Landtag. 1901–1906. J. C. B. Mohr, Tübingen 1906.